# Rebecca De Mornay
Rebecca De Mornay, echte naam Rebecca Jane Pearch (Santa Rosa (Californië), 29 augustus 1959) is een Amerikaanse actrice. Ze speelde onder andere de rol van Tante Nina in de film Raise Your Voice uit 2004.

## Biografie
Rebecca De Mornay is geboren als dochter van de Amerikaanse televisiepresentator Wally George (die eigenlijk George Walter Pearch heette) maar werd opgevoed door haar moeder Julie en stiefvader Richard De Mornay tot diens dood toen ze vijf jaar oud was. Na de dood van stiefvader De Mornay reisde het gezin naar Europa waar Rebecca in Oostenrijk op school heeft gezeten. Ze spreekt nu nog vloeiend Frans en Duits.
Ze volgde een acteeropleiding aan het Lee Strasberg Institute.

### Carrière
Haar debuut op het witte doek had ze met een kleine rol in de film One from the Heart (1982) van Francis Ford Coppola. Daarna volgde een grotere rol in het succesvollere Risky Business (1983) waarin ze Tom Cruise als tegenspeler had.
Haar grote doorbraak beleefde ze in 1992 toen ze een op wraak belust kindermeisje speelde in The Hand That Rocks the Cradle.

### Persoonlijk leven
De Mornay woonde twee en een half jaar samen met Tom Cruise nadat ze hem had leren kennen tijdens de opnames van Risky Business.
In de jaren 80 trouwde ze met de schrijver Bruce Wagner, de twee lieten zich na minder dan twee jaar scheiden. In de vroege jaren 90 had zij een relatie met Leonard Cohen. Zij is in de credits genoemd als muziekproducent en arrangeur van zijn album The Future uit 1992.
In december 2007 werd ze aangeklaagd voor rijden onder invloed van alcohol. In februari 2008 kreeg zij van de rechtbank een drie maanden durende cursus opgelegd voor rijden onder invloed.
Ze heeft twee dochters, Sophia (geboren 1997) en Veronica (geboren 2001), met Patrick O'Neal, zoon van acteur Ryan O'Neal.

## Trivia
In 1986 trad ze op in de muziekvideo van de song "Sara" van Mickey Thomas van Starship.